# Карен Маховер
Карен Маховер (англ. Karen Machover; 12 вересня 1902 — 22 січня 1996) — психологиня, викладачка. Розробила метод особистісного аналізу, котрий базується на трактуванні малюнків фігури людини. Також Карен Маховер є авторкою книги «Проективний малюнок людини».

## Біографія
Карен Маховер народилася 12 вересня 1902 року. Вона була наймолодшою дитиною дуже великої родини. Її мати, вдова, вже мала десять дітей, коли вона одружилася з батьком Карен, і разом вони мали двох дівчат. Батько Карен — помер незабаром після її народження, і її мама емігрувала до Америки у 1910 році, взяв із собою усіх дванадцять дітей. Сімейна ситуація незабаром змінилася на гірше — мати Карен померла від раку, коли Карен була вісім років.

### Навчання
Вона закінчила гімназію у віці дванадцяти років, а потім, за її словами: «Я незабаром стала своєю власною матір'ю та постійно самодостатньою з дванадцяти років». Та вона вирішила пропустити середню школу і піти на роботу. Маховер зацікавився психологією під час роботи, і після року самостійного навчання вона змогла вступити до Нью-Йоркського університету в 1924 році. Як зазначила Карен, вона була старшою, ніж інші студенти, і була високо мотивованою. Врешті решт Карен отримала ступінь бакалавра в 1928 році і почала працювати з першим клінічним психологом — Еліною Кіндер у лікарні Белв'ю. У цей час, дійсно, до Другої світової війни, клінічна психологія була дуже маленькою професією, в основному пов'язаною з оцінкою. Кіндер, отримавши ступінь доктора філософії з Університету Джона Гопкінса, щойно призначений головним психологом у відділенні лікарень штату Нью-Йорк. Пізніше Маховер відмітила, що це був чудовий досвід вивчення галузі клінічної психології, хоча вона працювала довгі години з невеликою оплатою. Їх психологічний набір інструментів був невеликим, що включає в себе Бінар 1916 року, дві шкали для дошкільнят, шкалу розвитку Гешеля, професійну анкету та тест Goodenough Draw-a-Man. Останнє — для оцінки дітей віком від п'яти до дванадцяти. Як зазначила Маховер: «Ми швидко навчалися на роботі завдяки нашим невдачам і нашим успіхам».

### Викладацька діяльність
Була викладачем у Новій школі соціальних досліджень з 1950—1953 р. та у Бруклинському коледжі з 1949—1952 р. Після того, як пішла у відставку на початку 1970-х років, продовжувала приділяти велику увагу психотерапевтичній практиці.

### Соціальна діяльність
Карен Маховер завжди описувала себе соціальним активістом. В 1930-х років вона познайомилася зі своїм майбутнім чоловіком Соломоном Мак Маховером, коли вона стала одною з активістів, які виступали за збільшення зайнятості психологів. Разом вони заснували Лігу психологів.
Пізніше у своєму житті Маховер стала активною феміністкою. За її словами, вона прагнула протистояти фрейдівським уявленням про психологічну неповноцінність жінок та патріархальним ставленням, яке вона знайшла серед чоловічих психологів. Протягом своєї кар'єри вона відзначила багато прикладів дискримінації жінок. Жінкам, яким пропонували ті самі робочі місця, що й чоловіки, часто сплачували вдвічі менше. Маховер розповідає історію того, як вона була однією з перших, хто отримав грант від досліджень від новоствореного Національного інституту психічного здоров'я в 1948 році. Проте її керівники в лікарні відмовились підписатись на це, лише вказавши, що її чоловік був головний психолог і, таким чином, для того, щоб грант порушив правила «кумівства». Пізніше вона присвятила значну увагу адвокації професійних жінок та роботі з жінками.
А також Карен:
- У часи Великої депресії організовувала допомогу психологам, котрі шукають роботу.
- Брала участь у діяльності декількох антивоєнних організацій, бо була проти війни у В'єтнамі.

### Смерть
Карен Маховер померла 22 січня 1996 р. (93 роки) в Америці.

### Науковий вклад
Найважливіша книга, котра написана К. Маховер це «Проєкція особистості у малюнку людської фігури: методика дослідження особистості» (1949 р.). Саме ця наукова праця визначила популярність та місце Карен в історії психології.

## Метод дослідження особистості
Карен Маховер був розроблений метод дослідження особистості, котрий вона описала у своїй книзі «Проєкція особистості у малюнку людської фігури». Суть методики — виявлення суб'єктивного особистісно-забарвленого емоційного світу обстежуваного.

### Історія створення
Ця методика була розроблена на основі тесту Флоренс Гуденаф « Малюнок людини», спрямованого на діагностику рівня інтелектуального розвитку у дітей через аналіз деталізації малюнків. Вивчення отриманих малюнків показало, що вони далеко не завжди відображають інтелектуальний рівень досліджуваних. Часто діти з однаковим розумовим віком виконували різні малюнки. Поступово ця процедура стала використовуватися все частіше у клініко-діагностичних цілях та стала пропонуватися досліджуванім будь-якого віку. Індивідуальні малюнки стали вивчатися в поєднанні з асоціаціями, що даються пацієнтами, а також клінічними даними.
Іншим джерелом розвитку методики є класичний психоаналіз, який вніс в проективний метод основні пояснювальні категорії, а саме принцип проєкції як захисний механізм і несвідоме. З точки зору психоаналізу, процес взаємодії особистості з мало структурованим стомлений матеріалом, який пропонується піддослідним в проективних методиках, носить характер проектування, тобто винесення зовні несвідомих потягів, інстинктів конфліктів, тощо. Був період, коли проектні методики стали відділятися від своїх психотерапевтичних витоків, перетворюючись в самостійний психодіагностичний метод. На сьогоднішній же день спостерігається тенденція повернення даного методу в психотерапевтичну практику, однак методики зазнали деяку модифікацію: процедура проведення стала більш формальною, а поряд з якісним аналізом став застосовуватися і кількісний.

### Процедура проведення
1. Встановлення контакту. Якщо методика проводиться в контексті патопсихологічного обстеження, необхідно змінити мотивацію обстежуваного (не повинно бути мотивації експертизи). Часто, якщо потрібно отримати серію малюнків, то призначається окрема зустріч;
2. Обстежуваному пропонується один аркуш паперу (в зоні доступу знаходяться додаткові аркуші), олівець (простий або / та кольорові), ластик;
3. Дається інструкція: «Намалюйте людини, якого хочете». На будь-які додаткові питання слід відповідати ухильно (наприклад: «Будь-якого, малюйте, якого хочете»). Якщо людина малює портрет або особа, то цей малюнок забирається і йдеться, що бажано намалювати фігуру в повний зріст;
4. Психологом протоколюється весь процес малювання, коментарі обстежуваного, зони труднощі, невербальні реакції і ін.;
5. Після того, як обстежуваний закінчив малювати першу фігуру, дається друга частина інструкції: «Намалюйте людини протилежної статі». Важливо зафіксувати, фігура якої статі з'явиться першої, а яка другою, це піднімає питання про статевої ідентичності, гомосексуальність, щодо відношення статей;
6. Після закінчення етапу малювання проводиться опитування, в ході якого просять описати малюнок, уточнюються деталі (вік, рід занять, опис частин тіла та інших елементів малюнка, які виглядають незвично, незрозуміло, виділяються);
7. Далі психолог просить придумати історію про намальованих персонажів. Наприклад, можна попросити розповісти, що б сталося, якщо два цих людини зустрілися;
8. В кінці задаються уточнюючі питання. Наприклад: "Вам подобається те, що вийшло? Ким би ця людина могла бути? Якби Ви його зустріли, що б ви робили? Які у нього є три бажання? " та ін.

### Принципи аналізу
Задум методики полягає в тому, що через образ намальованого людини можливо вираз особливостей самосвідомості, малюнок відображає внутрішній простір, є проєкцією «Я в цьому просторі».
Аналіз сприйняття та реакції на інструкцію
- Параметр змісту (включення інших образів, підміна або спотворення інструкції);
- Формально-динамічний параметр (обстежуваний може орієнтуватися на асоціативний процес, на авторитетне вказівку дорослого, на завдання або на предмети);
- Динамічно-часовий параметр (обстежуваний може забаритися, йому може бути важко відразу приступити до завдання, або ж, навпаки, може проявитися імпульсивність).

Аналіз малюнка
1. Феноменологічний рівень аналізу
Завдання: скласти загальне уявлення про малюнок, зануритися в нього і спробувати зрозуміти малюнок зсередини (прийняти позу, спробувати відчути себе на позиції випробуваного). Спочатку на даному етапі важливо своїми словами сказати про враження, яке справляє малюнок в загальному (він може здаватися дисгармонійний, веселим, тривожним, дисгармонійно-радісним, жвавим, агресивним, кольоровим, багатим, важким, скромним, грубим і ін.). Далі враження уточнюється. Один персонаж на малюнки може виражати одні емоції, а інший — інші. Треба встати на позиції кожної з частин малюнка.
2. Аналітичний рівень аналізу
Оцінюється кілька параметрів:
  - Послідовність малювання
  - Варіанти повернення до намальованого, посилення деталей
  - Стирання, включення
  - Угрупування
  - Графічна репрезентація людей, якість малюнка (оцінка симетрії фігури, положення середній лінії в малюнку, розмір та розташування фігури на аркуші, поза, перспектива, тип лінії, контур фігури, штрихування, гострі кути і ін.)
  - Співвідношення двох малюнків (чи є елементи статевої ідентифікації, кількість деталей, колір і ін.).
3. Змістовний рівень аналізу
На цьому етапі аналізу ми звертаємося до тих допущенням в аналізі, які або підтверджені експериментально, або ж їх валідність доведена клінічно. При цьому завжди варто враховувати, що отриманий нами масив даних є полем гіпотез, а не аксіомою. Всі деталі малюнка інтерпретуються з урахуванням їх функціональної значущості для випробуваного: зображена обстежуваним фігура співвідноситься з його мотивами, тривогами, конфліктами і компенсаціями.

Карен Маховер виділяє і розкриває наступні параметри змістовного аналізу малюнка людини:
- Голова
- Соціальні риси — частини обличчя (вираз обличчя, рот, губи, підборіддя, очі, брови, вуха, волосся, ніс)
- Шия
- Адамове яблуко
- Контактні риси
- Руки та кисті
- Пальці
- Нігті та ступні
- Пальці ніг
- Частини тіла (тулуб, груди, плечі, стегна, сідниці, талія, анатомічні прояви, суглоби)
- Одяг (ґудзики, кишені, краватка, взуття, капелюх та ін.)

Всі ці параметри аналізуються з урахуванням їх наявності або відсутності, розміру на малюнку, графічного або вербального виділення, культурних, соціальних, гендерних та вікових особливостей обстежуваного, а також в порівнянні з його зовнішнім виглядом